# Ispitirea lui Isus (Botticelli)
Ispitirea lui Isus este o frescă a pictorului Renascentist italian Sandro Botticelli executată între 1480 și 1482, localizată în Capela Sixtină, Roma.

## Istoric

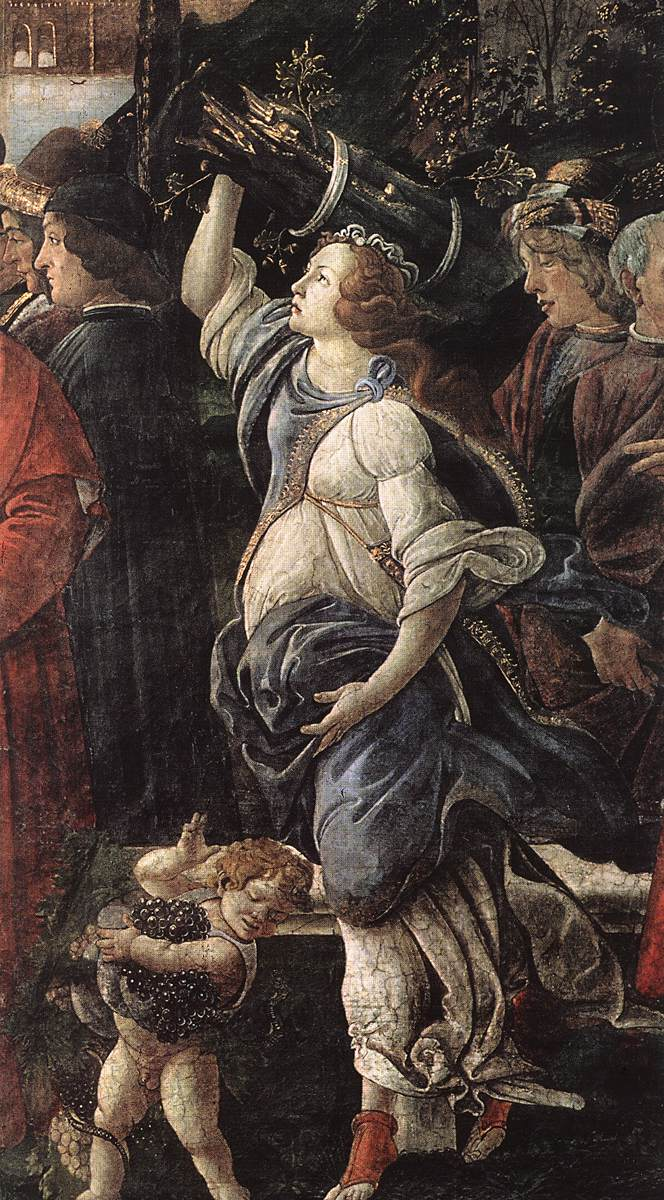
Detaliu

Pe 27 octombrie 1480 Botticelli, împreună cu pictorii florentini Domenico Ghirlandaio și Cosimo Rosselli, a pornit spre Roma unde a fost chemat ca parte a proiectului de reconciliere dintre Lorenzo de Medici, conducătorul de facto al Florenței, și Papa Sixt al IV-lea. Florentinii au început să lucreze în Capela Sixtină în primăvara anului 1481 împreună cu Pietro Perugino care se afla deja acolo.
Tema decorațiunii este o paralelă între Povestirile lui Moise și acelea ale lui Isus Hristos ca un semn al continuității dintre Vechiul și Noul Testament. De asemenea este vorba și despre o continuitate dintre legea divină a Tablelor Legii și mesajele lui Isus care, la rândul său, l-a ales pe Petru (primul episcop al Romei) drept succesorul său: aceasta va avea ca rezultat final legitimitatea succesorilor lui Petru, papii de la Roma.
Botticelli, ajutat de numeroși asistenți, a pictat trei scene. Pe 17 februarie 1482 contractul său a fost reînnoit, inclusiv celelalte scene pentru a finalza decorațiunea capelei. Totuși, pe 20 februarie, tatăl său a murit. Botticelli s-a întors în Florența unde a rămas.

## Descriere
Scena din Ispitirea lui Isus înfățișează trei episoade din Evanghelii în paralel cu scena de pe zidul opus, realizat tot de Botticelli, ce înfățișează scene din Tinerețea lui Moise. Pictura a fost o friză cu inscripția TEMPTATIO IESU CHRISTI LATORIS EVANGELICAE LEGIS ("Ispitirea lui Isus, Aducătorul Legii Evanghelice").
Hristos este înfățișat în colțul din stânga sus în timp ce îl întâlnește pe diavol, deghizat în sihastru, care îl invită să prefacă pietrele în pâine. În centru Botticelli i-a pictat pe Isus și pe diavol stând pe frontonul templului, inspirat după spitalul din Santo Spirito in Sassia din Roma: diavolul îl provoacă pe Isus să sară, așteptând ca îngerii să îl salveze. În dreapta Isus îl aruncă pe diavol de pe o stâncă.
Prim-planul înfățișează un ritual de sacrificiu ce a fost identificat ca fiind cel executat de leprosul însănătoșit de Isus. Înaltul preot îl simbolizează pe Moise care transmite Legea iar tânărul îl simbolizează pe Isus care, conform Evangheliilor, a fost sacrificat pentru salvarea omenirii.